# Gornja Dobrinja
Gornja Dobrinja (Servisch cyrillisch Горња Добриња) is een plaats in de Servische gemeente Požega. De plaats telt 505 inwoners (2002).